# パウルス・ディアコヌス

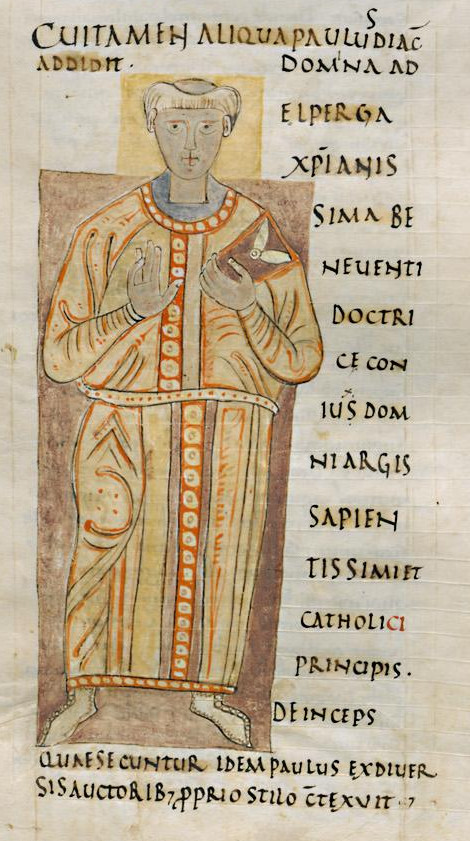
10世紀の写本に描かれたパウルス・ディアコヌス(ロレンツォ・メディチ図書館 Plut. 65.35 fol. 34r)

パウルス・ディアコヌス（羅: Paulus Diacunus, 伊: Paolo Diacono、720年頃 – 799年4月13日、パウルス・ウァルネフリドゥス Paulus Warnefridus、バルネフリドゥス Barnefridus、ウィンフリドゥス Winfridus としても知られる）は、 パウルス・カッシネンシス（Cassinensis, モンテ・カッシーノのパウルス）とも呼ばれたベネディクト修道会の修道士で著述家、歴史家、詩人である。ランゴバルド王国の歴史を著述した『ランゴバルドの歴史』(Historia Langobardorum) を書いた。

## 生涯
パウルスの高祖父レウプキス（Leupichis）は王アルボインに随行してイタリアへ入り、フォルム・ユーリー（Forum Julii、現在のチヴィダーレ・デル・フリウーリ) か、その近郊の土地を与えられた。侵略の間にアヴァールは、彼の5人の息子をパンノニアへと拉致したが、うち1人がイタリア半島に戻り廃墟と化した家産を復興した。その5人の末子ロピキス（Lopichis）の孫がウァルネフリト（Warnefrid, 羅: Warnefridwas）で、その妻テウデリンダ（Theodelinda）との間に生まれたのがパウルスだった。パウルスとは修道士名で、元の名はウィンフリト（Winfrid）といった。
720年と735年の間に、おそらくランゴバルド貴族であるフリウリ公国の家系に生まれ、パウルスはパヴィアのランゴバルド王ラトキスの宮廷で特別に良い教育を受け、フラウィアヌスという名の教師にギリシア語の基礎を学んだ。彼がラトキス王の後継者デシデリウス王の秘書官を務めたのは確かであるらしく、王女アーデルペルガは彼の弟子となった。アーデルペルガがベネヴェント公アリキス2世と結婚した後、パウルスは彼女の要望で、エウトロピウスの『略史』の続きであり彼の著述としては最初の歴史書『ローマの歴史』(Histria Romana) を書いた。
彼がベネヴェント公国の宮廷にいたことに疑いの余地はなく、774年にパヴィアがカール大帝に占領されて避難したのかもしれない。しかしながら彼の住居はこの事件の数年前からあった可能性が大きい。まもなく彼はコモ湖の修道院に入り、782年以前にモンテ・カッシーノのベネディクト会の家に住むことになった。そこで彼は、カール大帝の知遇を得た。776年ごろ、彼の弟のアリキスがフランク王国に虜囚として連れて行かれたが、その5年後、フランク人の王がローマを訪問した。パウルスは首尾よく捕虜となった弟のためカール大帝に嘆願書を書いた。
彼の文学的業績はカール大帝の目を引き、パウルスはカロリング・ルネサンスの重要な要因となった。787年にイタリアのモンテ・カッシーノに戻り、796年と799年の間のある年の4月13日に亡くなった。 彼のあだ名「ディアコヌス」は、彼が助祭に叙せられたことを示している。彼はランゴバルド王国の没落以前から 修道僧であったと考える向きもある。

## 業績
パウルスの現存する著作は『ラテン教父全集』の95巻（1861年）に編纂されている。
パウルスの最も重要な著書は『ランゴバルドの歴史』である。この未完成の歴史書は、6巻からなり、おそらくモンテ・カッシーノで787年以降に書き始められ、795/6年まで書かれた。 それはスカンディナヴィアにおけるランゴバルド族の伝説的な起源とその後の移住の物語で、とりわけ568/9年のイタリア侵入から744年のリウトプランド王の死を扱い、その時代のビザンツ帝国やフランク族Iおよびその他を諸民族や国家についての情報も多く含まれている。ランゴバルドの視点から語られ、特にフランク人とランゴバルドの関係の史料として価値がある。それは以下のように始まる：
彼の史料には『ランゴバルド王国の民族の起源』と呼ばれるものや『教皇の書』や、失われた歴史書『トレントのセクンドゥス』、およびベネヴェントの失われた年代記があり、またベーダやトゥールのグレゴリウス、セビリャのイシドールスなども自由に利用している。
『ランゴバルドの歴史』と同系のものには、パウルスの『ローマの歴史（Historia Romana）』があり、これはエウトロピウスの『略史』の続編である。これは766年と771年の間にベネヴェントで完成した。この話の流れは、パウルスがアーデルペルガにエウトロピオスを読むよう推奨したことを裏付けている。彼女はエウトロピウスを読むことを試みたものの、異教徒の著述家が本質的なことについて何も書かず、364年の皇帝ヴァレリアヌスの登位で終わってしまっていることに不満をもらしたため、パウルスは、エウトロピウスと一緒に他の史料と最も重要歴史家や聖書の内容を織り交ぜて続きを書き、6巻を追加し、553年まで書かれることとなった。これは中世において非常に人気があったが、現在でも西方におけるローマ帝国の終焉の早期の歴史的著作として価値がある。ドロイゼンにより編集され Monumenta Germaniae Historica. Auctores antiquissimi, Band ii. (1879) として出版され、A. Crivellucci の Fonti per la storia d'Italia, n. 51 (1914) にも収録されている。
パウルスは、メスの司教アンゲルラムヌスの要望で766年までのメス司祭の事績を書いた。これはアルプスの北での最初の著作となり、2013年に英訳がLiber de episcopis Mettensibus という題名で出版された。彼は多数の手紙や詩、碑文を書き、これらのうちには、ベネヴェント公アリキス2世のものや、多くのカロリング一族のものも含まれている。いくつかの手紙は『ランゴバルドの歴史（Historia Langobardorum）』とともに、「モヌメンタ（Monumenta）」に収録されている。詩作と碑文はErnst DümmlerがPoetae latini aevi carolini, Band i. (Berlin, 1881)の中から見出した。新しい資料は光をもたらし、1908年にKarl Neffが編集し出版した詩集の新版 Die Gedichte des Paulus Diaconus (Munich, 1908)は、編集者に否定されているが、パウルスに帰せられるもっとも有名な詩が聖ヨハネ賛歌集に収められている。グイード・ダレッツォが楽曲をつけた洗礼者ヨハネの賛歌のメロディーは、以前はホラティウスの「『カルミナ』抒情詩集（Odes）」にも使われていた 4.11.。パウルスは碑文も書いていて、「Sextus Pompeius Festus」や「De significatu verborum」などが現存している。それらはカール大帝にささげられている。
フランク王国の滞在中に、パウルスはカール大帝から説教集の編纂を依頼された。彼はモンテ・カッシーノに帰還した後、編纂作業を行ない、説教集はフランク王国の教会で広く使われた。教皇グレゴリウス1世 の生涯の記録は彼に帰せられている。彼はギリシア語著作『エジプトのマリアの生涯』のラテン語訳も行なっている。

## 関連文献
- Goffart, Walter (1988). The Narrators of Barbarian History. Yale
- Paul the Deacon (2013). Liber de episcopis Mettensibus. Dallas Medieval Texts and Translations. 19. Paris/Louvain/Walpole, MA: Peeters
- Schlager, Patricius (1911). "Paulus Diaconus" . In Herbermann, Charles (ed.). Catholic Encyclopedia. Vol. 11. New York: Robert Appleton Company.